# Drachenherz (Kartenspiel)
Drachenherz ist ein 2010 bei Kosmos erschienenes Kartenspiel für 2 Spieler von Rüdiger Dorn mit Illustrationen von Michael Menzel, grafisch gestaltet von Pohl & Rick.

## Inhalt
- 1 Spielplan
- 100 Spielkarten:
  - Je 2 Kartensätze mit folgenden Karten:
    - 4 Prinzessinnen, je 2× mit 1 und 2 Ruhmespunkten
    - 10 Zwerge, 6× mit 1, 3× mit 2 und 1× mit 3 Ruhmespunkten
    - 3 Trolle mit je 1, 2 und 3 Ruhmespunkten
    - 4 Feuerdrachen, 1× mit 2, 2× mit 3 und 1× mit 4 Ruhmespunkten
    - 7 Schatztruhen, je 2× mit 1, 2 und 3 sowie 1× mit 4 Ruhmespunkten
    - 5 Versteinerte Drachen, alle mit 2 Ruhmespunkten
    - 5 Helden, 4× mit 1 und 1× mit 2 Ruhmespunkten
    - 6 Drachenjägerinnen, 4× mit 1 und 2× mit 2 Ruhmespunkten
    - 6 Schiffe, ohne Ruhmespunkte
- 1 Drachenfigur (wie bereits im Spiel Blue Moon City enthalten)
- 1 Spielanleitung (4 Seiten)

## Beschreibung
Die Spieler mischen ihre 50 Karten und ziehen davon verdeckt die obersten 5 Karten. Anschließend spielen die Spieler pro Zug eine oder mehrere gleiche Karten aus, indem sie sie auf die entsprechenden Felder des Spielplanes legen. Dabei werden entweder Stapel beliebiger Höhe gebildet oder die Karten seitlich versetzt ausgelegt bis von der Karte die maximale Anzahl ausgelegt ist. Durch das reine Auslegen einiger Karten oder das Erreichen der maximalen Anzahl einer Karte werden Aktionen ausgelöst, durch die der Spieler bestimmte Karten und/oder die Drachenfigur erhält. Erhaltene Karten werden verdeckt vor dem Spieler abgelegt. Am Ende seines Zuges füllt der Spieler seine Hand wieder auf 5 Karten auf. Ein Spieler, der die Drachenfigur besitzt darf 6 Karten halten. Wird das jeweils 3. Schiff ausgelegt, werden die 3 Schiffe als separater Stapel neben den Spielplan gelegt. Wenn dort der 3. Schiffsstapel ausgelegt wird endet das Spiel nach dem Zug des Mitspielers. Das Spiel endet vorzeitig wenn ein Spieler nach seinem Zug seine Hand nicht mehr auffüllen kann. Auch dann hat der Mitspieler aber noch einen vollständigen Spielzug zur Verfügung. Zur Bestimmung des Siegers addieren die Spieler die Ruhmespunkte ihrer eingesammelten Karten. Der Spieler, der am Ende die Drachenfigur besitzt, erhält 3 zusätzliche Ruhmespunkte.
Die einzelnen Karten lösen folgende Aktionen aus:
- Schatztruhe: keine
- Feuerdrache: Der Spieler erhält alle offen ausliegenden Schatztruhen
- Versteinerter Drache: keine
- Prinzessin: Der Spieler erhält entweder alle offen ausliegenden Schatztruhen oder versteinerten Drachen. Wenn er die versteinerten Drachen nimmt, erhält er die Drachenfigur oder behält sie wenn er sie schon besitzt
- Troll: Der Spieler erhält alle offen ausliegenden Prinzessinnen
- Zwerg: Wer den 4. Zwerg legt, bekommt die 4 Zwerge
- Held: Wer den 2. Held legt, erhält entweder alle offen ausliegenden Prinzessinnen oder Trolle
- Drachenjägerin: Wer die 3. Drachenjägerin auslegt, erhält alle offen ausliegenden Feuerdrachen
- Schiff: Wer das 3. Schiff auslegt, erhält alle unter der Schiffsreihe liegenden Drachenjägerinnen und Helden

## Spielkritiken
- Spielbox Ausgabe 5/10: "Kompakt verpacktes Fantasy-Szenario"

## Auszeichnungen
- 5. Platz beim À-la-carte-Kartenspielpreis 2010[1]